# Левкон I

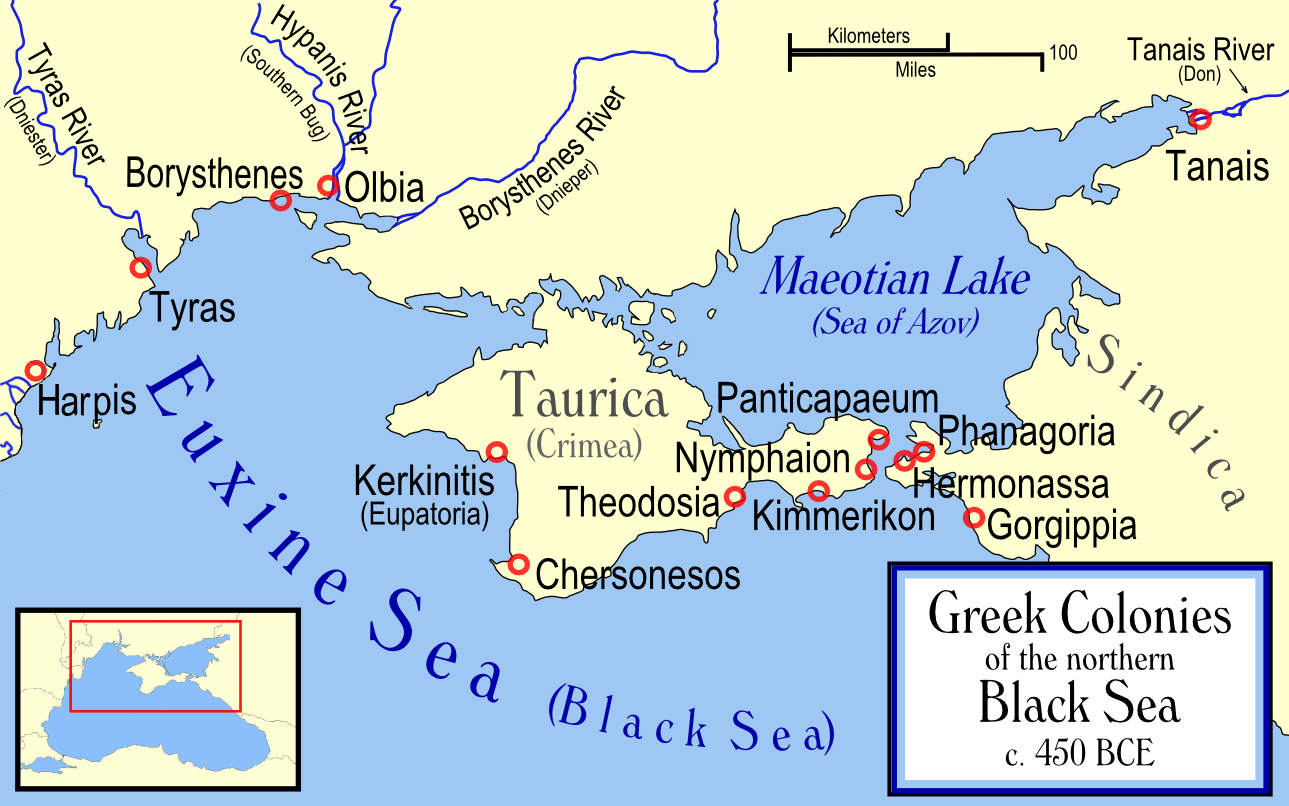
Греческие колонии на северном побережье Чёрного моря в 450 году до н. э.

Левкон I Боспорский (умер в 349 до н. э.) — архонт, царь Боспорского государства в 389/388—349/348 годах до н. э. из династии Спартокидов, сын Сатира I.

## Биография
При Левконе I была осуществлена широкая экспансия: к Боспорскому государству присоединены Феодосия (около 380 до н. э.), весь Восточный Крым, племена Прикубанья (синды, тореты, дандарии и псессы).
Когда в Синдике был свергнут союзник Боспора царь Гекатей, Левкон I вмешался в дела синдов. Узурпатор Октамасад, сын Гекатея и Тиргатао, был изгнан. Гекатей был восстановлен в качестве царя, но ненадолго: вскоре сам Левкон I в официальных надписях стал именоваться «царем синдов». Наместником в Синдике был брат Левкона, средний сын Сатира I Горгипп. Центр земель синдов — город Синдская гавань — был переименован в его честь в Горгиппию (современная Анапа).
Захват Феодосии Левкон I осуществил, чтобы монополизировать хлебный и рыбный поток из житницы и «рыбницы» Европы — Приазовья и Поднепровья — в материковую Грецию. Захват обширных плодородных земель способствовал росту боспорского экспорта хлеба, особенно в Афины, что благоприятно влияло на состояние всей экономики и культуры Боспора. Демосфен сообщал, что ежегодно при Левконе с Боспора вывозилось 400 000 медимнов хлеба (16 380 тонн). В правление Левкона I около 375 года до н. э. в городе Пантикапей впервые начался выпуск золотых монет.
Левкон I пытался также овладеть Херсонесом Таврическим.
Левкон I ввёл в военную практику заградотрядов: при захвате торгового греческого города Феодосии царь за спиной своих боспорских тяжёлых пехотинцев — гоплитов — поставил отряд союзных скифских конных лучников и приказал стрелять в каждого, кто отступит. После этого милетская Феодосия пала.
По мнению историков, с войнами Левкона I во второй четверти IV века до нашей эры (примерно в период с 370 по 350 год до нашей эры) следует увязывать факт закладки так называемого Мирмекийского клада, спрятанного под стеной святилища (предположительно, посвящённого Деметре) в Мирмекии. Клад, вероятно, представлял собой часть храмовой или городской казны. Возможно, он был спрятан в связи с набегом на поселение вражеского флота — например, флота Гераклеи Понтийской, который, оказывая поддержку Феодосии в её борьбе с Левконом, высаживал десанты по всему побережью Боспора. Во всяком случае, как раз указанным периодом датируются следы пожарищ на западной окраине Мирмекия, в районах, примыкавших к гавани города.